# Liste der Monuments historiques in Leugny (Vienne)
Die Liste der Monuments historiques in Leugny (Vienne) führt die Monuments historiques in der französischen Gemeinde Leugny auf.

## Liste der Bauwerke
| Bezeichnung | Beschreibung | Standort                 | Kennzeichnung | Schutzstatus | Datum | Bild |
| ----------- | ------------ | ------------------------ | ------------- | ------------ | ----- | ---- |
| Schloss     | Erbaut 1648  | Place de l’Église (Lage) | PA00105492    | Inscrit      | 1934  |      |

## Liste der Objekte
- Monuments historiques (Objekte) in Leugny (Vienne) in der Base Palissy des französischen Kultusministeriums